# قائمة العملات التذكارية المصرية (عقد 1970)
قائمة العملات التذكارية المصرية منذ 1970 وحتى 1979.

## 1970

### عملات ذهبية
| العملة                              | الصورة   | الصورة  | الفئة  | الموضوع                             | الوزن (جرام) | القطر (مم) | السمك (مم) |
| العملة                              | الأمامية | الخلفية | الفئة  | الموضوع                             | الوزن (جرام) | القطر (مم) | السمك (مم) |
| ----------------------------------- | -------- | ------- | ------ | ----------------------------------- | ------------ | ---------- | ---------- |
| جنيه جمال عبد الناصر                |          |         | 1 جنيه | ذكرى وفاة جمال عبد الناصر           | 8            | 24         |            |
| 5 جنيهات جمال عبد الناصر            |          |         | 5 جنيه | ذكرى وفاة جمال عبد الناصر           | 26           | 33         |            |
| 5 جنيهات العيد الألفي لجامعة الأزهر |          |         | 5 جنيه | مرور ألف عام على تأسيس جامعة الأزهر | 26           | 33         |            |

### عملات فضية
| العملة                          | الصورة   | الصورة  | الفئة  | الموضوع                             | الوزن (جرام) | القطر (مم) | السمك (مم) |
| العملة                          | الأمامية | الخلفية | الفئة  | الموضوع                             | الوزن (جرام) | القطر (مم) | السمك (مم) |
| ------------------------------- | -------- | ------- | ------ | ----------------------------------- | ------------ | ---------- | ---------- |
| جنيه العيد الألفي لجامعة الأزهر |          |         | 1 جنيه | مرور ألف عام على تأسيس جامعة الأزهر | 25           | 40         | 3          |
| 25 قرش جمال عبد الناصر          |          |         | 25 قرش | ذكرى وفاة جمال عبد الناصر           | 6            | 26         | 1.2        |
| 50 قرش جمال عبد الناصر          |          |         | 50 قرش | ذكرى وفاة جمال عبد الناصر           | 12.5         | 33         | 1.85       |
| جنيه جمال عبد الناصر            |          |         | 1 جنيه | ذكرى وفاة جمال عبد الناصر           | 25           | 40         | 3          |

### عملات متداولة
| العملة                          | الصورة   | الصورة  | الفئة  | الموضوع                                | السكّ    | المعدن    | الوزن (جرام) | القطر (مم) | السمك (مم) |
| العملة                          | الأمامية | الخلفية | الفئة  | الموضوع                                | السكّ    | المعدن    | الوزن (جرام) | القطر (مم) | السمك (مم) |
| ------------------------------- | -------- | ------- | ------ | -------------------------------------- | ------- | --------- | ------------ | ---------- | ---------- |
| 10 قروش سوق القاهرة الدولية     |          |         | 10 قرش | إقامة سوق القاهرة الدولية للصناعات     | 1970-71 | نحاس-نيكل |              | 27         |            |
| 10 قروش منظمة الأغذية والزراعة  |          |         | 10 قرش | فعاليات منظمة الأغذية والزراعة (الفاو) |         | نحاس-نيكل | 6            | 27         | 1.5        |
| 10 قروش العيد الخمسيني لبنك مصر |          |         | 10 قرش | مرور 50 عام على تأسيس بنك مصر          |         | نحاس-نيكل | 6            | 27         | 1.5        |

## 1971

### عملات
| العملة                      | الصورة   | الصورة  | الفئة   | الموضوع                            | السكّ    | المعدن    | الوزن (جرام) | القطر (مم) | السمك (مم) |
| العملة                      | الأمامية | الخلفية | الفئة   | الموضوع                            | السكّ    | المعدن    | الوزن (جرام) | القطر (مم) | السمك (مم) |
| --------------------------- | -------- | ------- | ------- | ---------------------------------- | ------- | --------- | ------------ | ---------- | ---------- |
| 10 قروش سوق القاهرة الدولية |          |         | 10 قروش | إقامة سوق القاهرة الدولية للصناعات | 1970-71 | نحاس-نيكل |              | 27         |            |

## 1972

### عملات متداولة
| العملة                          | الصورة   | الصورة  | الفئة   | الموضوع                                | المعدن    | الوزن (جرام) | القطر (مم) | السمك (مم) |
| العملة                          | الأمامية | الخلفية | الفئة   | الموضوع                                | المعدن    | الوزن (جرام) | القطر (مم) | السمك (مم) |
| ------------------------------- | -------- | ------- | ------- | -------------------------------------- | --------- | ------------ | ---------- | ---------- |
| 10 قروش سوق القاهرة الدولية     |          |         | 10 قروش | إقامة سوق القاهرة الدولية للصناعات     | نحاس-نيكل | 6            | 27         | 1.5        |
| 5 قروش منظمة اليونيسيف          |          |         | 5 قروش  | مرور 25 عام على تأسيس منظمة اليونيسف   | نحاس-نيكل | 4.5          | 25         | 1.4        |
| 5 مليمات منظمة الأغذية والزراعة |          |         | 5 مليم  | فعاليات منظمة الأغذية والزراعة (الفاو) | ألمونيوم  | 1.5          | 21         | 1.9        |

## 1973

### عملات ذهبية
| العملة                                     | الصورة   | الصورة  | الفئة  | الموضوع                                   | الوزن (جرام) | القطر (مم) | السمك (مم) |
| العملة                                     | الأمامية | الخلفية | الفئة  | الموضوع                                   | الوزن (جرام) | القطر (مم) | السمك (مم) |
| ------------------------------------------ | -------- | ------- | ------ | ----------------------------------------- | ------------ | ---------- | ---------- |
| جنيه الذكرى الـ 75 للبنك الأهلي المصري     |          |         | 1 جنيه | مرور 75 عام على تأسيس البنك الأهلي المصري | 8            | 24         |            |
| 5 جنيهات الذكرى الـ 75 للبنك الأهلي المصري |          |         | 5 جنيه | مرور 75 عام على تأسيس البنك الأهلي المصري | 26           | 33         |            |

### عملات فضية
| العملة                                       | الصورة   | الصورة  | الفئة  | الموضوع                                   | الوزن (جرام) | القطر (مم) | السمك (مم) |
| العملة                                       | الأمامية | الخلفية | الفئة  | الموضوع                                   | الوزن (جرام) | القطر (مم) | السمك (مم) |
| -------------------------------------------- | -------- | ------- | ------ | ----------------------------------------- | ------------ | ---------- | ---------- |
| جنيه مؤتمر القمة العالمية للأغذية (سد أسوان) |          |         | 1 جنيه |                                           | 25           | 40         | 2.9        |
| 25 قرش الذكرى الـ 75 للبنك الأهلي المصري     |          |         | 25 قرش | مرور 75 عام على تأسيس البنك الأهلي المصري | 6            | 26         | 1.2        |

### عملات متداولة
| العملة                                   | الصورة   | الصورة  | الفئة  | الموضوع                                   | السكّ    | المعدن    | الوزن (جرام) | القطر (مم) | السمك (مم) |
| العملة                                   | الأمامية | الخلفية | الفئة  | الموضوع                                   | السكّ    | المعدن    | الوزن (جرام) | القطر (مم) | السمك (مم) |
| ---------------------------------------- | -------- | ------- | ------ | ----------------------------------------- | ------- | --------- | ------------ | ---------- | ---------- |
| 5 قروش سوق القاهرة الدولية               |          |         | 5 قروش | إقامة سوق القاهرة الدولية للصناعات        |         | نحاس-نيكل | 4.5          | 25         | 1.4        |
| 5 قروش الذكرى الـ 75 للبنك الأهلي المصري |          |         | 5 قروش | مرور 75 عام على تأسيس البنك الأهلي المصري |         | نحاس-نيكل | 4.5          | 25         | 1.4        |
| 5 مليمات منظمة الأغذية والزراعة          |          |         | 5 مليم | فعاليات منظمة الأغذية والزراعة (الفاو)    |         | ألمونيوم  | 1.5          | 21         | 1.9        |
| 5 مليمات عام المرأة                      |          |         | 5 مليم | الاحتفال بعام المرأة                      | 1973-75 | نحاس أصفر | 2            | 18         | 1.1        |

## 1974

### عملات ذهبية
| العملة              | الصورة   | الصورة  | الفئة  | الموضوع         | الوزن (جرام) | القطر (مم) | السمك (مم) |
| العملة              | الأمامية | الخلفية | الفئة  | الموضوع         | الوزن (جرام) | القطر (مم) | السمك (مم) |
| ------------------- | -------- | ------- | ------ | --------------- | ------------ | ---------- | ---------- |
| 5 جنيهات حرب أكتوبر |          |         | 5 جنيه | ذكرى حرب أكتوبر | 26           | 33         |            |

### عملات فضية
| العملة          | الصورة   | الصورة  | الفئة  | الموضوع         | الكمية | الوزن (جرام) | القطر (مم) | السمك (مم) |
| العملة          | الأمامية | الخلفية | الفئة  | الموضوع         | الكمية | الوزن (جرام) | القطر (مم) | السمك (مم) |
| --------------- | -------- | ------- | ------ | --------------- | ------ | ------------ | ---------- | ---------- |
| جنيه حرب أكتوبر |          |         | 1 جنيه | ذكرى حرب أكتوبر | 50     | 15           | 35         | 2.1        |

### عملات متداولة
| العملة                            | الصورة   | الصورة  | الفئة   | الموضوع              | السكّ    | المعدن    | الوزن (جرام) | القطر (مم) | السمك (مم) |
| العملة                            | الأمامية | الخلفية | الفئة   | الموضوع              | السكّ    | المعدن    | الوزن (جرام) | القطر (مم) | السمك (مم) |
| --------------------------------- | -------- | ------- | ------- | -------------------- | ------- | --------- | ------------ | ---------- | ---------- |
| 10 قروش الذكرى الأولى لحرب أكتوبر |          |         | 10 قروش | ذكرى حرب أكتوبر      |         | نحاس-نيكل | 6            | 27         | 1.4        |
| 5 قروش الذكرى الأولى لحرب أكتوبر  |          |         | 5 قروش  | ذكرى حرب أكتوبر      |         | نحاس-نيكل | 4.5          | 25         | 1.4        |
| 5 مليمات عام المرأة               |          |         | 5 مليم  | الاحتفال بعام المرأة | 1973-75 | نحاس أصفر | 2            | 18         | 1.1        |

## 1975

### عملات متداولة
| العملة                           | الصورة   | الصورة  | الفئة   | الموضوع                                | السكّ    | المعدن    | الوزن (جرام) | القطر (مم) | السمك (مم) |
| العملة                           | الأمامية | الخلفية | الفئة   | الموضوع                                | السكّ    | المعدن    | الوزن (جرام) | القطر (مم) | السمك (مم) |
| -------------------------------- | -------- | ------- | ------- | -------------------------------------- | ------- | --------- | ------------ | ---------- | ---------- |
| 10 مليمات منظمة الأغذية والزراعة |          |         | 10 مليم | فعاليات منظمة الأغذية والزراعة (الفاو) |         | نحاس أصفر | 3.2          | 21         | 1.5        |
| 10 قروش منظمة الأغذية والزراعة   |          |         | 10 قروش | فعاليات منظمة الأغذية والزراعة (الفاو) |         | نحاس-نيكل | 6            | 27         | 1.4        |
| 5 مليمات عام المرأة              |          |         | 5 مليم  | الاحتفال بعام المرأة                   | 1973-75 | نحاس أصفر | 2            | 18         | 1.1        |
| 5 قروش عام المرأة                |          |         | 5 قروش  | الاحتفال بعام المرأة                   |         | نحاس-نيكل | 4.5          | 25         | 1.4        |

## 1976

### عملات ذهبية
| العملة                                       | الصورة   | الصورة  | الفئة  | الموضوع                                                       | الوزن (جرام) | القطر (مم) | السمك (مم) |
| العملة                                       | الأمامية | الخلفية | الفئة  | الموضوع                                                       | الوزن (جرام) | القطر (مم) | السمك (مم) |
| -------------------------------------------- | -------- | ------- | ------ | ------------------------------------------------------------- | ------------ | ---------- | ---------- |
| جنيه الذكرى الأولى لوفاة الملك فيصل          |          |         | 1 جنيه | ذكرى وفاة ملك السعودية فيصل بن عبد العزيز آل سعود (1906-1975) | 8            | 24         |            |
| 5 جنيهات الذكرى الأولى لوفاة الملك فيصل      |          |         | 5 جنيه | ذكرى وفاة ملك السعودية فيصل بن عبد العزيز آل سعود (1906-1975) | 26           | 33         |            |
| جنيه الذكرى الأولى لوفاة أم كلثوم            |          |         | 1 جنيه | ذكرى وفاة أم كلثوم                                            | 8            | 24         |            |
| 5 جنيهات الذكرى الأولى لوفاة أم كلثوم        |          |         | 5 جنيه | ذكرى وفاة أم كلثوم                                            | 26           | 33         |            |
| جنيه ذكرى إعادة فتح قناة السويس[بحاجة لمصدر] |          |         | 1 جنيه | إعادة فتح قناة السويس في 5 يونيو 1975                         |              |            |            |
| 5 جنيهات ذكرى إعادة فتح قناة السويس          |          |         | 5 جنيه | إعادة فتح قناة السويس في 5 يونيو 1975                         | 26           | 33         |            |

### عملات فضية
| العملة                                | الصورة   | الصورة  | الفئة  | الموضوع                                                       | الوزن (جرام) | القطر (مم) | السمك (مم) |
| العملة                                | الأمامية | الخلفية | الفئة  | الموضوع                                                       | الوزن (جرام) | القطر (مم) | السمك (مم) |
| ------------------------------------- | -------- | ------- | ------ | ------------------------------------------------------------- | ------------ | ---------- | ---------- |
| جنيه منظمة الأغذية والزراعة           |          |         | 1 جنيه | فعاليات منظمة الأغذية والزراعة (الفاو)                        | 15           | 35         | 2          |
| جنيه إعادة فتح قناة السويس            |          |         | 1 جنيه | إعادة فتح قناة السويس في 5 يونيو 1975                         | 15           | 35         | 2          |
| جنيه الذكرى الأولى لوفاة الملك الفيصل |          |         | 1 جنيه | ذكرى وفاة ملك السعودية فيصل بن عبد العزيز آل سعود (1906-1975) | 15           | 35         | 2          |
| جنيه الذكرى الأولى لوفاة أم كلثوم     |          |         | 1 جنيه | ذكرى وفاة أم كلثوم                                            | 15           | 35         | 2          |

### عملات متداولة
| العملة                                           | الصورة   | الصورة  | الفئة   | الموضوع                                | المعدن    | الوزن (جرام) | القطر (مم) | السمك (مم) |
| العملة                                           | الأمامية | الخلفية | الفئة   | الموضوع                                | المعدن    | الوزن (جرام) | القطر (مم) | السمك (مم) |
| ------------------------------------------------ | -------- | ------- | ------- | -------------------------------------- | --------- | ------------ | ---------- | ---------- |
| 10 قروش إعادة فتح قناة السويس (تاريخ خاطئ: 1972) |          |         | 10 قروش | إعادة فتح قناة السويس في 5 يونيو 1975  |           |              |            |            |
| 10 قروش إعادة فتح قناة السويس                    |          |         | 10 قروش | إعادة فتح قناة السويس في 5 يونيو 1975  | نحاس-نيكل | 6            | 27         | 1.5        |
| 5 قروش سوق القاهرة الدولية                       |          |         | 5 قروش  | إقامة سوق القاهرة الدولية للصناعات     | نحاس-نيكل | 4.5          | 25         | 1.4        |
| 10 مليمات منظمة الأغذية والزراعة                 |          |         | 10 مليم | فعاليات منظمة الأغذية والزراعة (الفاو) | نحاس أصفر | 3.2          | 21         | 1.4        |

## 1977

### عملات فضية
| العملة                                        | الصورة   | الصورة  | الفئة  | الموضوع                                                                               | السكّ    | الوزن (جرام) | القطر (مم) | السمك (مم) |
| العملة                                        | الأمامية | الخلفية | الفئة  | الموضوع                                                                               | السكّ    | الوزن (جرام) | القطر (مم) | السمك (مم) |
| --------------------------------------------- | -------- | ------- | ------ | ------------------------------------------------------------------------------------- | ------- | ------------ | ---------- | ---------- |
| جنيه منظمة الأغذية والزراعة                   |          |         | 1 جنيه | فعاليات منظمة الأغذية والزراعة (الفاو)                                                |         | 15           | 35         | 2          |
| جنيه الذكرى الـ 20 لاتفاقية الوحدة الاقتصادية |          |         | 1 جنيه | مرور 20 عام على اتفاقية الوحدة الاقتصادية بين دول الجامعة العربية الموقعة في عام 1957 |         | 15           | 35         | 2          |
| جنيه ثورة التصحيح                             |          |         | 1 جنيه | ذكرى ثورة التصحيح، مايو 1971                                                          | 1977-79 | 15           | 35         | 2          |

### عملات متداولة
| العملة                                           | الصورة   | الصورة  | الفئة    | الموضوع                                                                               | المعدن    | السكّ    | الوزن (جرام) | القطر (مم) | السمك (مم) |
| العملة                                           | الأمامية | الخلفية | الفئة    | الموضوع                                                                               | المعدن    | السكّ    | الوزن (جرام) | القطر (مم) | السمك (مم) |
| ------------------------------------------------ | -------- | ------- | -------- | ------------------------------------------------------------------------------------- | --------- | ------- | ------------ | ---------- | ---------- |
| 5 قروش منظمة الأغذية والزراعة                    |          |         | 5 قروش   | فعاليات منظمة الأغذية والزراعة (الفاو)                                                | نحاس-نيكل |         | 4.5          | 25         | 1.4        |
| 10 قروش منظمة الأغذية والزراعة                   |          |         | 10 قروش  | فعاليات منظمة الأغذية والزراعة (الفاو)                                                | نحاس-نيكل | 1977-79 | 6            | 27         | 1.4        |
| 5 مليمات ثورة التصحيح                            |          |         | 5 مليم   | ذكرى ثورة التصحيح، مايو 1971                                                          | نحاس أصفر | 1977-79 | 2            | 18         | 1.3        |
| 10 مليمات ثورة التصحيح                           |          |         | 10 مليم  | ذكرى ثورة التصحيح، مايو 1971                                                          | نحاس أصفر | 1977-79 | 3.2          | 21         | 1.5        |
| 5 قروش ثورة التصحيح                              |          |         | 5 قروش   | ذكرى ثورة التصحيح، مايو 1971                                                          | نحاس-نيكل | 1977-79 |              |            |            |
| 10 قروش ثورة التصحيح                             |          |         | 10 قروش  | ذكرى ثورة التصحيح، مايو 1971                                                          | نحاس-نيكل | 1977-79 | 6            | 27         | 1.4        |
| 5 مليمات منظمة الأغذية والزراعة                  |          |         | 5 مليمات | فعاليات منظمة الأغذية والزراعة (الفاو)                                                | نحاس أصفر |         | 2            | 18         | 1.3        |
| 10 مليمات منظمة الأغذية والزراعة                 |          |         | 10 مليم  | فعاليات منظمة الأغذية والزراعة (الفاو)                                                | نحاس أصفر |         | 3.2          | 21         | 1.48       |
| 5 قروش العيد الخمسين لشركة الغزل والنسيج         |          |         | 5 قروش   | مرور 50 عام على تأسيس شركة الغزل والنسيج                                              | نحاس-نيكل |         | 4.5          | 25         | 1.4        |
| 10 قروش الذكرى الـ 20 لاتفاقية الوحدة الاقتصادية |          |         | 10 قروش  | مرور 20 عام على اتفاقية الوحدة الاقتصادية بين دول الجامعة العربية الموقعة في عام 1957 | نحاس-نيكل |         | 6            | 27         | 1.6        |

## 1978

### عملات فضية
| العملة                                   | الصورة   | الصورة  | الفئة  | الموضوع                                   | الوزن (جرام) | القطر (مم) | السمك (مم) |
| العملة                                   | الأمامية | الخلفية | الفئة  | الموضوع                                   | الوزن (جرام) | القطر (مم) | السمك (مم) |
| ---------------------------------------- | -------- | ------- | ------ | ----------------------------------------- | ------------ | ---------- | ---------- |
| جنيه منظمة الأغذية والزراعة              |          |         | 1 جنيه | فعاليات منظمة الأغذية والزراعة (الفاو)    | 15           | 35         | 2          |
| جنيه العيد الخمسيني لشركة أسمنت بورتلاند |          |         | 1 جنيه | مرور 50 عام على تأسيس شركة أسمنت بورتلاند | 15           | 35         | 2          |
| جنيه العيد الفضي لجامعة عين شمس          |          |         | 1 جنيه | مرور 25 عام على تأسيس جامعة عين شمس       | 15           | 35         | 2          |

### عملات متداولة
| العملة                                | الصورة   | الصورة  | الفئة   | الموضوع                                   | السكّ    | المعدن    | الوزن (جرام) | القطر (مم) | السمك (مم) |
| العملة                                | الأمامية | الخلفية | الفئة   | الموضوع                                   | السكّ    | المعدن    | الوزن (جرام) | القطر (مم) | السمك (مم) |
| ------------------------------------- | -------- | ------- | ------- | ----------------------------------------- | ------- | --------- | ------------ | ---------- | ---------- |
| 10 قروش سوق القاهرة الدولية           |          |         | 10 قروش | إقامة سوق القاهرة الدولية للصناعات        |         | نحاس-نيكل | 6            | 27         | 2          |
| 5 قروش منظمة الأغذية والزراعة         |          |         | 5 قروش  | فعاليات منظمة الأغذية والزراعة (الفاو)    |         | نحاس-نيكل | 4.5          | 25         | 1.4        |
| 5 قروش العيد الخمسيني لأسمنت بورتلاند |          |         | 5 قروش  | مرور 50 عام على تأسيس شركة أسمنت بورتلاند |         | نحاس-نيكل | 4.5          | 25         | 1.4        |
| 5 مليمات ثورة التصحيح                 |          |         | 5 مليم  | ذكرى ثورة التصحيح، مايو 1971              | 1977-79 | نحاس أصفر | 2            | 18         | 1.3        |
| 10 مليمات ثورة التصحيح                |          |         | 10 مليم | ذكرى ثورة التصحيح، مايو 1971              | 1977-79 | نحاس أصفر | 3.2          | 21         | 1.5        |
| 10 مليمات منظمة الأغذية والزراعة      |          |         | 10 مليم | فعاليات منظمة الأغذية والزراعة (الفاو)    |         | نحاس أصفر | 3.2          | 21         | 1.5        |

## 1979

### عملات ذهبية
| العملة                                     | الصورة   | الصورة  | الفئة  | الموضوع                                          | الوزن (جرام) | القطر (مم) | السمك (مم) |
| العملة                                     | الأمامية | الخلفية | الفئة  | الموضوع                                          | الوزن (جرام) | القطر (مم) | السمك (مم) |
| ------------------------------------------ | -------- | ------- | ------ | ------------------------------------------------ | ------------ | ---------- | ---------- |
| جنيه ذكرى الهجرة النبوية                   |          |         | 1 جنيه | الهجرة النبوية                                   | 8            | 24         |            |
| 5 جنيهات ذكرى الهجرة النبوية               |          |         | 5 جنيه | الهجرة النبوية                                   | 26           | 33         |            |
| جنيه العيد المئوي للبنك العقاري المصري     |          |         | 1 جنيه | ذكرى مرور 100 عام على تأسيس البنك العقاري المصري | 8            | 24         |            |
| 5 جنيهات العيد المئوي للبنك العقاري المصري |          |         | 5 جنيه | ذكرى مرور 100 عام على تأسيس البنك العقاري المصري | 26           | 33         |            |

### عملات فضية
| العملة                                 | الصورة   | الصورة  | الفئة  | الموضوع                                          | الوزن (جرام) | القطر (مم) | السمك (مم) |
| العملة                                 | الأمامية | الخلفية | الفئة  | الموضوع                                          | الوزن (جرام) | القطر (مم) | السمك (مم) |
| -------------------------------------- | -------- | ------- | ------ | ------------------------------------------------ | ------------ | ---------- | ---------- |
| جنيه ثورة التصحيح                      |          |         | 1 جنيه | ذكرى ثورة التصحيح، مايو 1971                     | 15           | 35         | 2          |
| جنيه منظمة الأغذية والزراعة            |          |         | 1 جنيه | فعاليات منظمة الأغذية والزراعة (الفاو)           | 15           | 35         | 2          |
| جنيه العيد الفضي لمصلحة سك العملة      |          |         | 1 جنيه | مرور 25 عام على تأسيس مصلحة سك العملة            | 15           | 35         | 2          |
| جنيه عيد المعلم                        |          |         | 1 جنيه | عيد المعلم                                       | 15           | 35         | 2          |
| جنيه العيد المئوي للبنك العقاري المصري |          |         | 1 جنيه | ذكرى مرور 100 عام على تأسيس البنك العقاري المصري | 15           | 35         | 2          |
| جنيه ذكرى الهجرة النبوية               |          |         | 1 جنيه | الهجرة النبوية                                   | 15           | 35         | 2          |

### عملات متداولة
| العملة                               | الصورة   | الصورة  | الفئة   | الموضوع                                              | السكّ    | المعدن    | الوزن (جرام) | القطر (مم) | السمك (مم) |
| العملة                               | الأمامية | الخلفية | الفئة   | الموضوع                                              | السكّ    | المعدن    | الوزن (جرام) | القطر (مم) | السمك (مم) |
| ------------------------------------ | -------- | ------- | ------- | ---------------------------------------------------- | ------- | --------- | ------------ | ---------- | ---------- |
| 10 قروش ثورة التصحيح                 |          |         | 10 قروش | ذكرى ثورة التصحيح، مايو 1971                         |         | نحاس-نيكل | 6            | 27         | 1.4        |
| 10 قروش عيد المعلم                   |          |         | 10 قروش | عيد المعلم                                           |         | نحاس-نيكل | 6            | 27         |            |
| 10 قروش العيد الفضي لمصلحة سك العملة |          |         | 10 قروش | مرور 25 عام على تأسيس مصلحة سك العملة                |         | نحاس-نيكل | 6            | 27         | 1.45       |
| 5 قروش ثورة التصحيح                  |          |         | 5 قروش  | ذكرى ثورة التصحيح، مايو 1971                         |         | نحاس-نيكل | 4.5          | 25         | 1.4        |
| 5 قروش عام الطفل                     |          |         | 5 قروش  | الاحتفال بعام الطفل (فعاليات منظمة الأغذية والزراعة) |         | نحاس-نيكل | 4.5          | 25         | 1.4        |
| 10 مليمات ثورة التصحيح               |          |         | 10 مليم | ذكرى ثورة التصحيح، مايو 1971                         |         | نحاس أصفر | 3.2          | 21         | 1.5        |
| 10 مليمات عام الطفل                  |          |         | 10 مليم | الاحتفال بعام الطفل (فعاليات منظمة الأغذية والزراعة) |         | نحاس أصفر | 3.2          | 21         | 1.48       |
| 5 مليمات ثورة التصحيح                |          |         | 5 مليم  | ذكرى ثورة التصحيح، مايو 1971                         | 1977-79 | نحاس أصفر | 2            | 18         | 1.3        |